# Niels Andreas Vibe
Niels Andreas Vibe (født 12. juli, døbt 20. juli 1759 i Rollag i Numedal, død 9. september 1814 i Kristiania) var en norsk generalkrigskommissær der tilhørte den danske adelsslægt Vibe. Han var søn af major Johan Christian Vibe(1713–1764) og Anne Cathrine Pihl (1725–1773) og yngre broder til digteren Johan Vibe, til amtmanden på Island Joachim Christian Vibe, samt til generalkrigskommissær Ditlev Vibe.
Vibe blev 1777 elev ved Den Militære Matematiske Skole i Christiania og fik ved afgangseksamen herfra 1780 som den bedste af sit kuld medaljen "For Dyd og Flittighed". Han blev ansat som sekondløjtnant à la suite i Akershusiske Dragonregiment med anciennitet fra 1779, men blev først 1789 virkelig sekondløjtnant, fik 1790 premierløjtnants karakter og avancerede 1792 til virkelig premierløjtnant. Imidlertid var han allerede 1781 bleven antagen ved Norges militære opmåling og arbejdede med et par års afbrydelse, under hvilke han assisterede sin ældre broder, Ditlev Vibe, ved geodætiske beregninger som detaljør til og med 1787; fra 1788 arbejdede han som trigonometrist ved opmålingen og fik fast ansættelse i denne egenskab 1790. Indtil 1799 fuldførte han nu den af broderen påbegyndte triangelrække for kystmålingen mellem Trondhjem og Frederikshald. I 1795 fik Vibe karakter af overkrigskommissær med løfte om krigskommissærembede i Norge, når et sådant blev ledigt. Dette indtraf 1798, da han blev krigskommissær i Christianssands Stift. I 1802 blev han amtmand i Nordre Bergenhus Amt med bolig i Bergen. Under sit ophold i denne by blev han præses i det bergenske "Nyttige Selskab", og ved sin afrejse fra byen dettes første æresmedlem. Ligeledes blev han præses for den bergenske distriktskommission i "Selskabet for Norges Vel", første direktør for en i Bergen oprettet realskole og for det bergenske "Harmoniske Selskab". I 1811 blev han virkelig generalkrigskommissær for Land- og Søetaten i Norge samt 3. deputeret i det kongelige norske kommissariatskollegium og tilflyttede nu Kristiania, hvor han tillige udnævntes til 1. medlem af den kongelige kommissariatskommission. I 1814 blev han assessor i den for Norge oprettede overkriminalret, i maj samme år kammerherre hos den nyvalgte konge, Christian Frederik. Vibe var en både med ånd og kanske end mere hjerte rigt udstyret personlighed og karakteriseres af en samtidig, professor Frederik Sneedorff, som "et vittigt, jævnt og interessant Menneske".